# Étoile Sportive du Sahel
A Étoile Sportive du Sahel (arabul: النجم الرياضي الساحلي) egy tunéziai sportegyesület, melynek a székhelye Szúszábanban található. A klub elsősorban a labdarúgócsapatáról ismert, melyen 1925. május-én alapítottak és jelenleg a tunéziai labdarúgó-bajnokság legmagasabb osztályában az Professional League 1-ban szerepel.  
Az egyik legeredményesebb csapat Tunéziában, mely 11 alkalommal nyerte meg a bajnokságot, emellett a kupát 10, szuperkupát 3 alkalommal hódították el. 
A nemzetközi kupákban 1 CAF-bajnokok ligája elsőséggel rendelkeznek. A CAF-konföderációs kupát, a Kupagyőztesek Afrika-kupáját, a CAF-kupát és a CAF-szuperkupát 2-2 alkalommal nyerték meg. Az Étoile Sportive du Sahel volt az első csapat, melynek sikerült megnyernie az összes afrikai kupasorozatot.

## Stadion

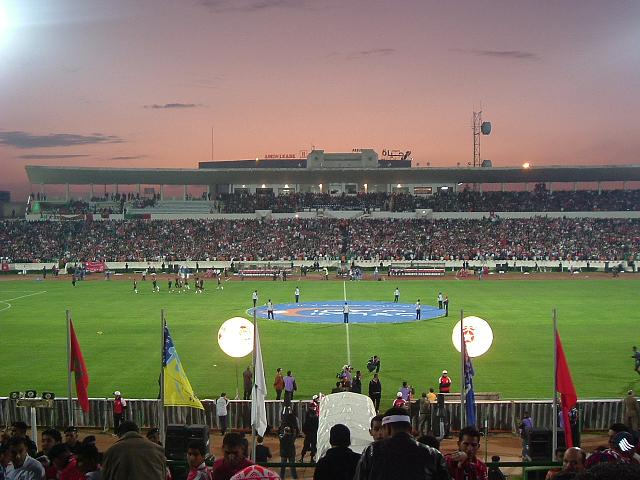
A stadion belülről 2006-ban

Az Étoile Sportive du Sahel az 50 ezer férőhelyes Stade Olympique de Sousse-ban játsszák a hazai mérkőzéseiket. 1973-ban épült és eredetileg 10 ezer fő befogadására volt alkalmas. 

## Trófeák

### Nemzeti
- Tunéziai bajnok
  -  Bajnok (11): 1949–50, 1957–58, 1962–63, 1965–66, 1971–72, 1985–86, 1986–87, 1996–97, 2006–07, 2015–16, 2022–23
  -  Ezüstérmes (20): 1955–56, 1958–59, 1966–67, 1972–73, 1975–76, 1993–94, 1995–96, 1999–2000, 2000–01, 2001–02, 2002–03, 2003–04, 2004–05, 2005–06, 2007–08, 2010–11, 2014–15, 2016–17, 2018–19, 2020–21,
  -  Bronzérmes (19): 1956–57, 1964–65, 1969–70, 1973–74, 1974–75, 1977–78, 1978–79, 1979–80, 1981–82, 1983–84, 1988–89, 1990–91, 1994–95, 1997–98, 2008–09, 2009–10, 2012–13, 2013–14, 2017–18,
- Tunéziai Kupa
  -  Győztes (10): 	1958–59, 1962–63, 1973–74, 1974–75, 1980–81, 1982–83, 1995–96, 2011–12, 2013–14, 2014–15
  -  Döntős (15): 1939, 1946, 1950, 1954, 1957, 1958, 1960, 1967, 1991, 1994, 2001, 2008, 2011, 2018, 2019
- Tunéziai Szuperkupa
  -  Győztes (3): 1973, 1986, 1987
  -  Döntős (1): 1966

### Nemzetközi
- CAF-bajnokok ligája
  -  Győztes (1): 2007
  -  Döntős (2): 2004, 2005
- Kupagyőztesek Afrika-kupája
  -  Győztes (2): 1997, 2003
- CAF-kupa
  -  Győztes (2): 1995, 1999
  -  Döntős (2): 1996, 2001
- CAF-konföderációs kupa
  -  Győztes (2): 2006, 2015
  -  Döntős (1): 2008
- CAF-szuperkupa
  -  Győztes (2): 1998, 2008
  -  Döntős (3): 2004, 2007, 2016

## Külső hivatkozások
- Hivatalos weboldal. alahlyegypt.com (arabul)
- Tunisia - Étoile Sportive du Sahel. soccerway.com
- Étoile Sportive du Sahel - Club profile. transfermarkt.com
- Az Étoile Sportive du Sahel a kicker honlapján. kicker.de
- Az Étoile Sportive du Sahel a soccer24 honlapján. soccer24.com
- Az Étoile Sportive du Sahel a worldfootball.net honlapján. worldfootball.net